# Зубата мінога
Зубата мінога (Eudontomyzon) — рід міног, що складається з 7 видів:
- Eudontomyzon danfordi Regan 1911 — мінога угорська
- Eudontomyzon graecus Renaud & Economidis 2010
- Eudontomyzon hellenicus Vladykov, Renaud, Kott & Economidis 1982
- Eudontomyzon lanceolata (Kux & Steiner 1972)
- Eudontomyzon mariae (Berg 1931) — мінога українська
- Eudontomyzon stankokaramani Karaman 1974
- Eudontomyzon vladykovi Oliva & Zanandrea 1959